# Bazyli Bohdanowicz
Bazyli Bohdanowicz (ur. 1740 w Małopolsce Wschodniej, zm. 23 lutego 1817 w Wiedniu) – polski kompozytor i skrzypek.
W 1775 przeniósł się na stałe do Wiednia, gdzie był skrzypkiem w orkiestrze Leopoldstädter Theater w Wiedniu. W latach 1785–1803 organizował koncerty z udziałem całej rodziny (żony i ośmiorga dzieci), na których były wykonywane m.in.: 3-częściowa sonata na skrzypce Les prémices du monde (grana na jednym instrumencie przez troje dzieci), Non plus ultra na cztery głosy żeńskie i skrzypce (grane na jednym instrumencie przez troje dzieci i ojca), trzyczęściowa Sinfonía vocale ed origínale senza parole na 8 głosów wokalnych, chór i rury zwane Sprach-tone, Aria con variazioni na sopran solo, andantino z wariacjami Rareté extraordinaire de la musique na fortepian na 8 rąk, koncert z cadenzą Europa’s Erstling na trzy głosy wokalne z towarzyszeniem gwizdu i orkiestry. Cyrkowe popisy Bohdanowicza wywołały krytykę i przyniosły mu przydomek „szarlatana muzycznego”.
Skomponował symfonię, w której zaadaptował motywy polskiej muzyki ludowej, jedną symfonię wokalną, poza tym polonezy i inne tańce, dwa duety skrzypcowe, inne dzieła muzyki kameralnej i etiudę fortepianową na cztery ręce.